# 소 요시카쓰 (후주)
소 요시카쓰(宗 義功, そう よしかつ)는 일본 에도 시대 쓰시마 후추번의 제12대 번주이다. 다만 제11대 번주로 친형인 이사자부로(猪三郎, 요시카쓰)와 동일인물로 처리되어 번주로써 옹립된 것이기에 11대로 간주하는 시각도 존재한다.

## 생애
안에이 2년(1773년) 2월 29일에 제10대 번주 소 요시나가(宗義暢)의 여섯째 아들로 태어났다. 다만 에도 막부의 기록에서는 형과 생년을 합쳤기 때문에 메이와(明和) 6년(1769년)에 태어난 것으로 보고 되었다. 덴메이(天明) 5년(1785년)에 형인 11대 번주 이사자부로 요시카쓰가 15세의 나이로 요절했는데, 이사자부로는 당시 제10대 쇼군(将軍)인 도쿠가와 이에하루(徳川家治)를 미처 알현하지 못한 상태였다. 번주 사후에 양자를 들이는 것은 금지되어 있었을 뿐만 아니라 번주가 후손이 없을 경우 즉시 번이 철폐되었기에, 개역(改易)을 두려워한 쓰시마 후추번의 가신단은 막각(幕閣)의 시사도 있었던 바, 이사자부로의 동생인 후슈(富寿)와 소슈(種寿) 가운데 사망한 것은 소슈라고 하기로 하고 후슈를 요시카쓰, 소슈를 후슈로 각각 바꿔치기해서 후슈가 가독을 잇고 쓰시마 후추번의 번주가 되었다. 다만 막부의 기록에는 형과 기록을 합쳤기에 안에이 7년(1778년)에 그대로 상속되었던 것처럼 기록되어 있다. 이는 조선측의 경우도 마찬가지였다.
덴메이 7년(1787년)부터 요시카쓰는 친정을 시작했고, 검약을 철저하게 할 것과 강무소(講武所) ・ 강학소(講学所) 등의 설치 등에도 힘을 쏟았으나, 워낙 어린 나이에다 그 자신도 몸이 병약했기에 가신단이 주도권을 놓고 파벌 싸움을 거듭했고, 쓰시마 후추번도 재정난에 빠지는 등 혼란은 계속되었다. 간세이(寛政) 2년(1790년) 11월에 이르러 쓰시마 소 씨 당주 대대로 받아오던 관위인 종4위하 시종(侍従) ・ 쓰시마노카미(対馬守)와 식부대보(式部大輔) 관직에 서임되었다.
한국의 《증정교린지》에는 조선 정조 20년(1796년) 관백 즉 쇼군 이에나리의 저군이 사망해 다시 저군이 세워졌으며, 요시카쓰 자신이 쓰시마로 돌아왔음을 조선에 통보, 조선측에서는 문위행 사절단 113명(《소씨 가보략》에는 111명)을 쓰시마로 파견하였다. 저군의 죽음에 대한 조문 사절은 당상 박준한과 당하 임서무 등 68명, 새로 저군을 세운 것을 축하하고 도주 요시카쓰의 쓰시마 귀국을 문위하는 사절은 당상 최창겸 등 45명이 맡았으며, 정조 26년(1802년) 8월 18일에 바다를 건너간 이들은 8월 29일부터 11월 8일까지 후추에 머무르고 12월에 조선의 기장군을 거쳐서 귀국하였다.
분나(文化) 8년(1811년) 에도 막부의 쇼군 이에나리의 취임을 축하하는 12차 조선 통신사가 쓰시마에 왔다. 이 조선 통신사는 에도로 가지 않고 쓰시마에서 국서만을 전달한 채 조선으로 귀국하였으며, 이는 역사상 마지막 조선 통신사였다.
분나 9년(1812년) 10월 2일에 가독을 차남 요시카타(義質)에게 넘겨주고 은거하였다. 조선의 《증정교린지》에는 순조 18년 무인(1818년) 쇼군 이에나리의 손자가 사망한 소식과 함께 조선에 전해져, 조선에서는 당장 진동익과 현의온, 당하 이숙을 문위행 사절로 파견하였다. 또한 조선의 《증정교린지》에는 11대 이사자부로 요시카쓰가 쓰시마 번주의 지위를 이었던 정조 4년 경자(1780년) 이후 요시카쓰가 사망한 해에도 그의 사망을 전하는 언급은 없고 12대 당주 요시카쓰의 은거 소식만을 전하고 있어, 쓰시마 후추번이 에도 막부뿐 아니라 조선에까지도 요시카쓰가 바꿔치기된 것을 알리지 않았음을 알 수 있다.
은거한 이듬해(1813년) 5월 17일에 요시카쓰는 사망하였다. 향년 41세였다.

## 요시카쓰로부터 이름자를 받은 인물
- 소 가쓰시게(宗功茂) - 차남이자 차기 번주. 훗날 요시카타로 개명하였다.
- 스기무라 가쓰유키(杉村功如) - 소 씨의 가신으로 훗날 요시카타가 사망한 뒤에 그의 유언을 위조해서 정쟁의 원인을 제공한다.

## 같이 보기
- 말기 양자(末期養子)

| 전임 소 요시카쓰 | 제12대 쓰시마 후추번 번주 (소 가문) 1785년 ~ 1812년 | 후임 소 요시카타 |